# Stazione di Villa di Tirano
La stazione di Villa di Tirano è una fermata ferroviaria posta sulla linea Sondrio-Lecco, a servizio dell'omonimo comune.

## Storia
La stazione di Villa di Tirano venne attivata all'apertura della linea, nel 1902, con il nome di Villa.
Nel 1974, all'atto del passaggio della linea allo Stato, la stazione fu privata degli impianti di sicurezza e segnalamento e fu trasformata in fermata, con gli scambi bloccati in attesa della loro definitiva eliminazione.

## Strutture e impianti
Il fabbricato viaggiatori è una struttura rettangolare a due livelli, affiancato da due ali a un unico livello.
Il piazzale è composto dal binario di corsa della linea ferroviaria. Una banchina garantisce l'accesso ai treni da parte dei viaggiatori.

## Movimento
La stazione è servita da treni regionali della linea R12 Sondrio-Tirano svolti da Trenord nell'ambito del contratto di servizio stipulato con la Regione Lombardia.

## Servizi
- Sala d'attesa
- Annuncio sonoro per l'arrivo e la partenza dei treni
- Parcheggio auto, moto, bici

## Interscambi
- Fermata autobus